# Marek Szymaniak (historyk)
Marek Szymaniak (ur. 23 stycznia 1974 w Bydgoszczy) – polski historyk, doktor nauk humanistycznych w zakresie historii, w latach 2017–2023 zastępca dyrektora Muzeum II Wojny Światowej w Gdańsku.

## Życiorys
Ukończył studia magisterskie na kierunku historia w Wyższej Szkole Pedagogicznej w Bydgoszczy. W 2005 obronił doktorat na Wydziale Humanistycznym Uniwersytetu Kazimierza Wielkiego w Bydgoszczy.
W latach 2006–2017 pracował w delegaturze IPN w Bydgoszczy. Od 1 lipca 2017 pełnił funkcję kierownika Działu Naukowego Muzeum II Wojny Światowej w Gdańsku. W październiku 2021 objął stanowisko zastępcy dyrektora tego Muzeum. W lutym 2023 został pracownikiem Biura Badań Historycznych IPN w Warszawie. 8 września 2023 z rekomendacji posłów PiS został powołany przez Sejm na członka Komisji Badania Wpływów Rosyjskich na Bezpieczeństwo Rzeczypospolitej Polskiej w latach 2007–2022, w której zasiadał do 29 listopada 2023, kiedy został odwołany przez Sejm. W listopadzie tego samego roku prezes IPN Karol Nawrocki powołał go na stanowisko dyrektora Oddziału IPN w Gdańsku, w związku z czym zakończył pełnienie funkcji zastępcy dyrektora Muzeum II Wojny Światowej w Gdańsku. Został członkiem rady programowej Fundacji im. Janusza Kurtyki.

## Odznaczenia i wyróżnienia
- Brązowy Krzyż Zasługi (2016)[7]
- Medal 100-lecia Odzyskania Niepodległości (2018)
- Medal Światowego Związku Żołnierzy Armii Krajowej Okręg Bydgoszcz (2015)
- Medal Unitat Durat Palatinatus Cuiaviano-Pomoraniensis